# Taphrina
Genre
Taphrina est un genre de champignons ascomycètes de la famille des Taphrinaceae. Les espèces du genre Taphrina présentent deux phases distinctes, une phase pathogène de végétaux qui produit des malformations galligènes et une phase saprophile sous forme de levure.

## Description

Cycle de vie de Taphrina. A - stade haploïde (levure) ; B - stade Dicaryote (mycélium) ; C - stade diploïde (proasci) ; D - développement des asques et sporogenèse. 1 - bourgeonnement des ascospores et des blastospores (conidies) ; 2 - dicaryotisation ; 3 - mycelium dicaryotique sur les cellules végétales, formation de la couche asquogène ; 4 - caryogamie ; 5 - mitose du noyau diploïde, formation du proasci et de la cellule basale ; 6 - asque en développement après la méiose ; 7 - noyaux haploïdes, formation des ascospores ; 8 - formation de la couche sporogène sur les cellules végétales.

L'état filamenteux est parasitaire sur de plantes vasculaires appartenant à différentes familles, où il provoque diverses malformations des tissus infectés telles que l'enroulement des feuilles, des cloques ou des taches sur les feuilles, des galles sur les tiges ou les inflorescences et des balais de sorcière. Les hôtes économiquement importants comprennent certains arbres fruitiers, notamment Prunus (pêcher, prunier, cerisier). L'espèce la plus connue est Taphrina deformans, l'agent de la cloque du pêcher, une maladie qui affecte les vergers dans toutes les régions tempérées du monde. 
Le mycélium et les asques nus caractéristiques des espèces Taphrina se forment exclusivement dans leur phase parasitaire. Le bourgeonnement des ascospores et des blastospores est saprophile, c'est-à-dire qu'elles se développent sur de la matière organique en décomposition. Il en résulte la deuxième phase du genre Taphrina qui se présente sous forme de levure. Cette dernière montre une combinaison unique de caractéristiques physiologiques et biochimiques : une réaction négative au bleu de Diazonium B, des résultats positifs aux tests de présence d'uréase et de composés amyloïdes extracellulaires, et la composition des glucides de la paroi cellulaire.
Les espèces de Taphrina ont été principalement différenciées sur la base de la gamme d'hôtes, de la distribution géographique, du type et du site d'infection, de la localisation du mycélium et de la morphologie des structures microscopiques de la phase sexuée dans les tissus infectés. Cependant, la validité de cette méthode est débattue. La classification moderne des espèces se base préférentiellement sur des analyses phylogénétique moléculaire.

Quelques exemples d'espèces de Taphrina
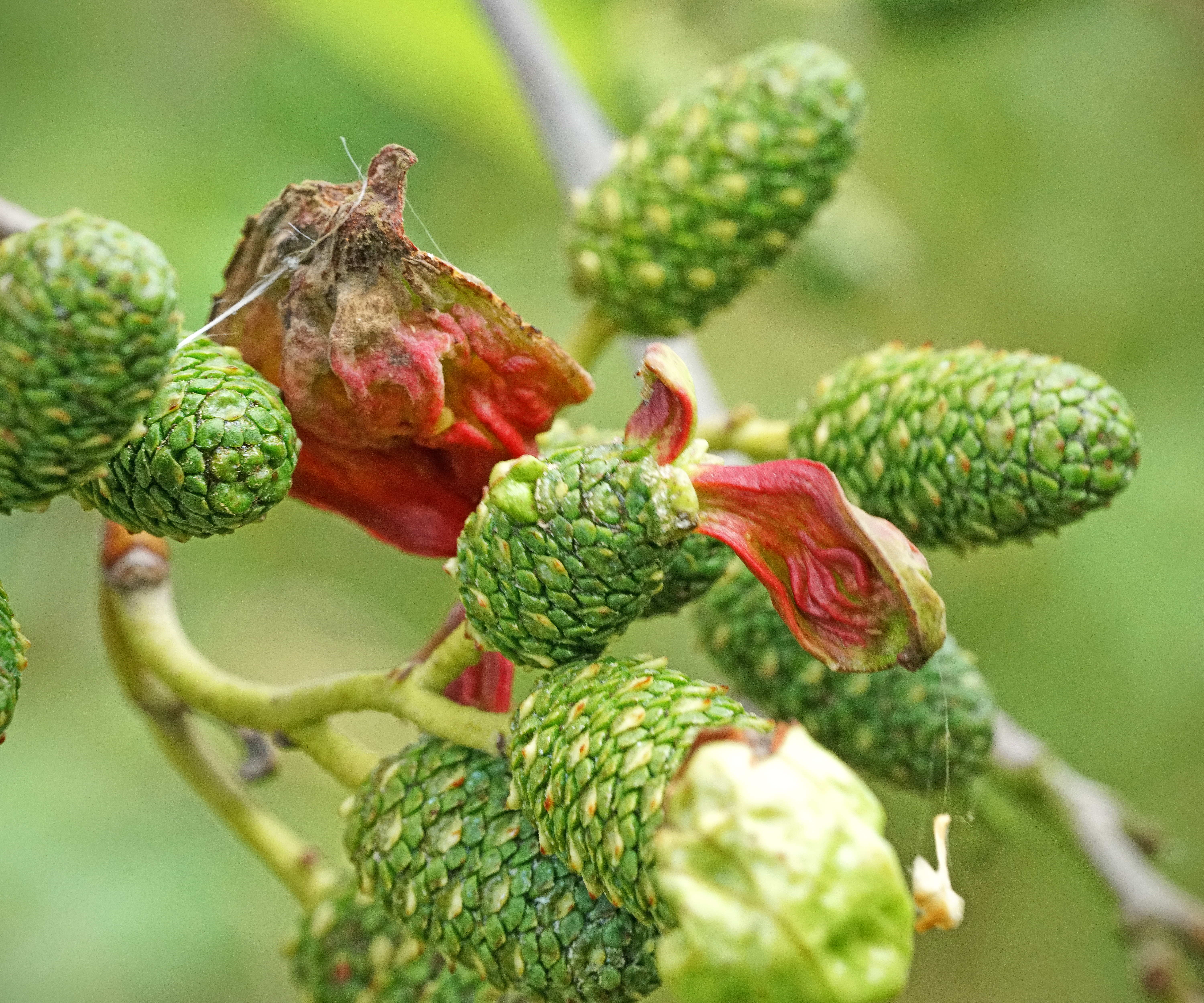
Taphrina alni sur un Aulne
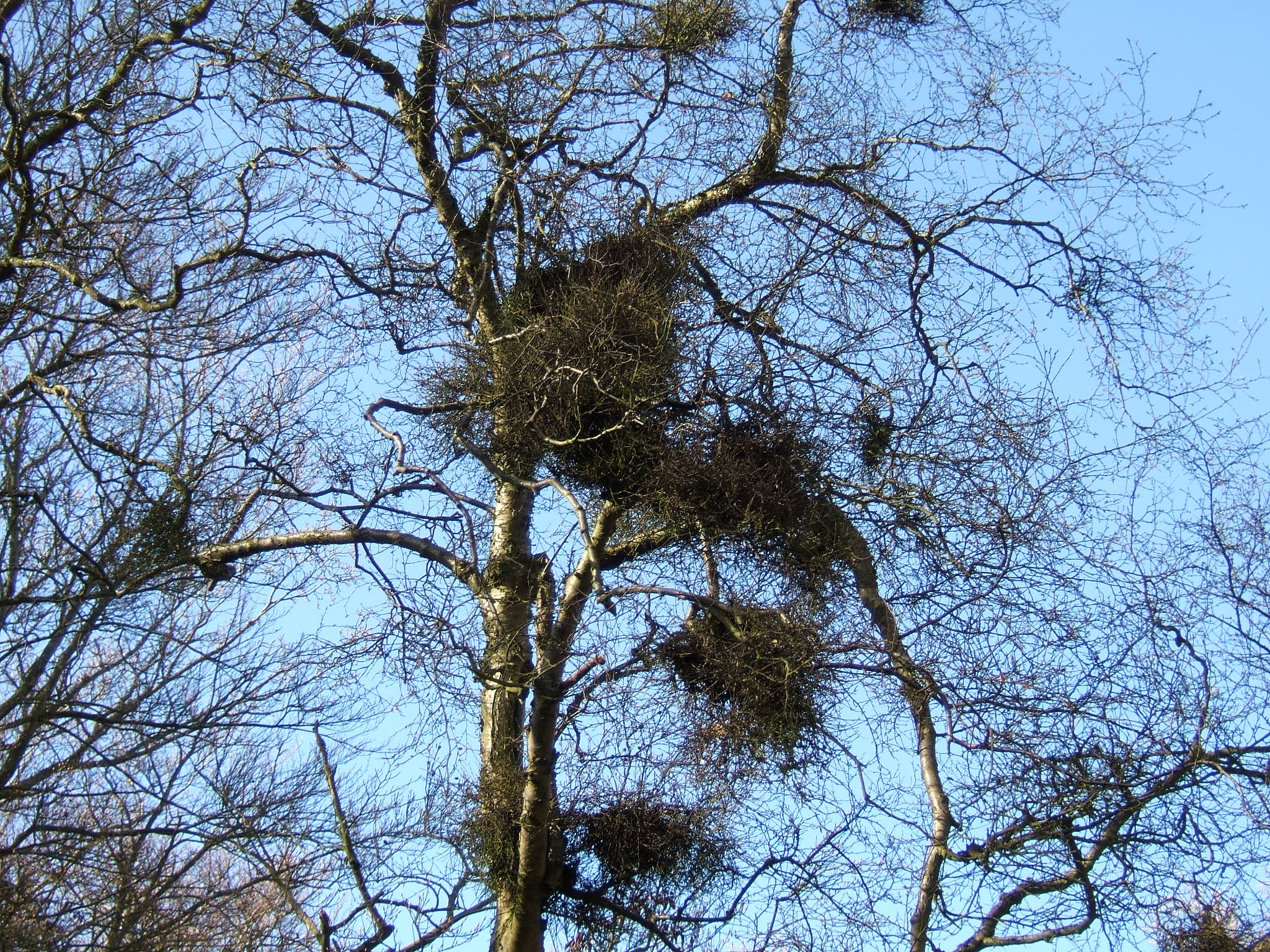
Taphrina betulina sur un Bouleau
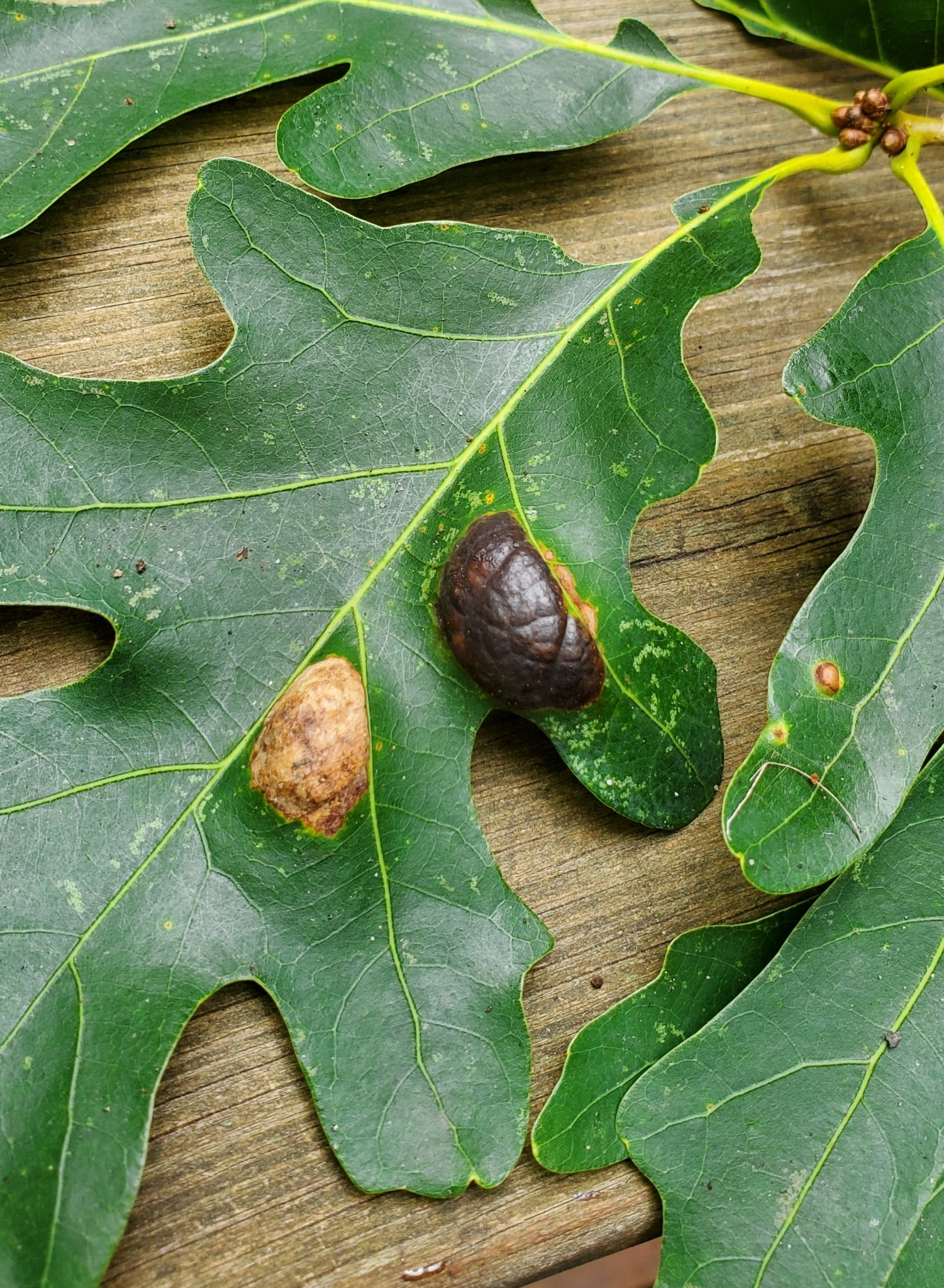
Taphrina caerulescens sur un Chêne
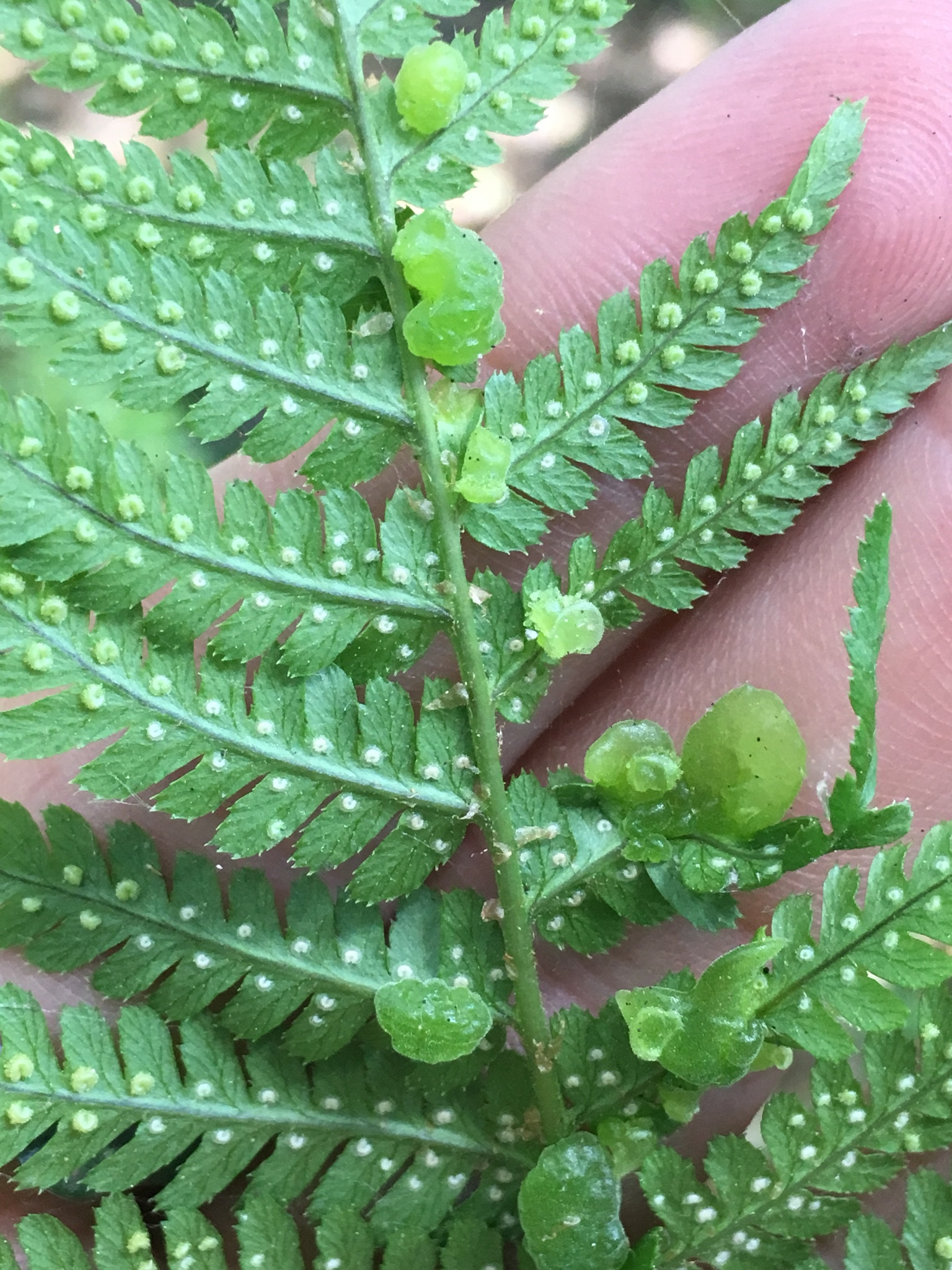
Taphrina californica sur une fougère.
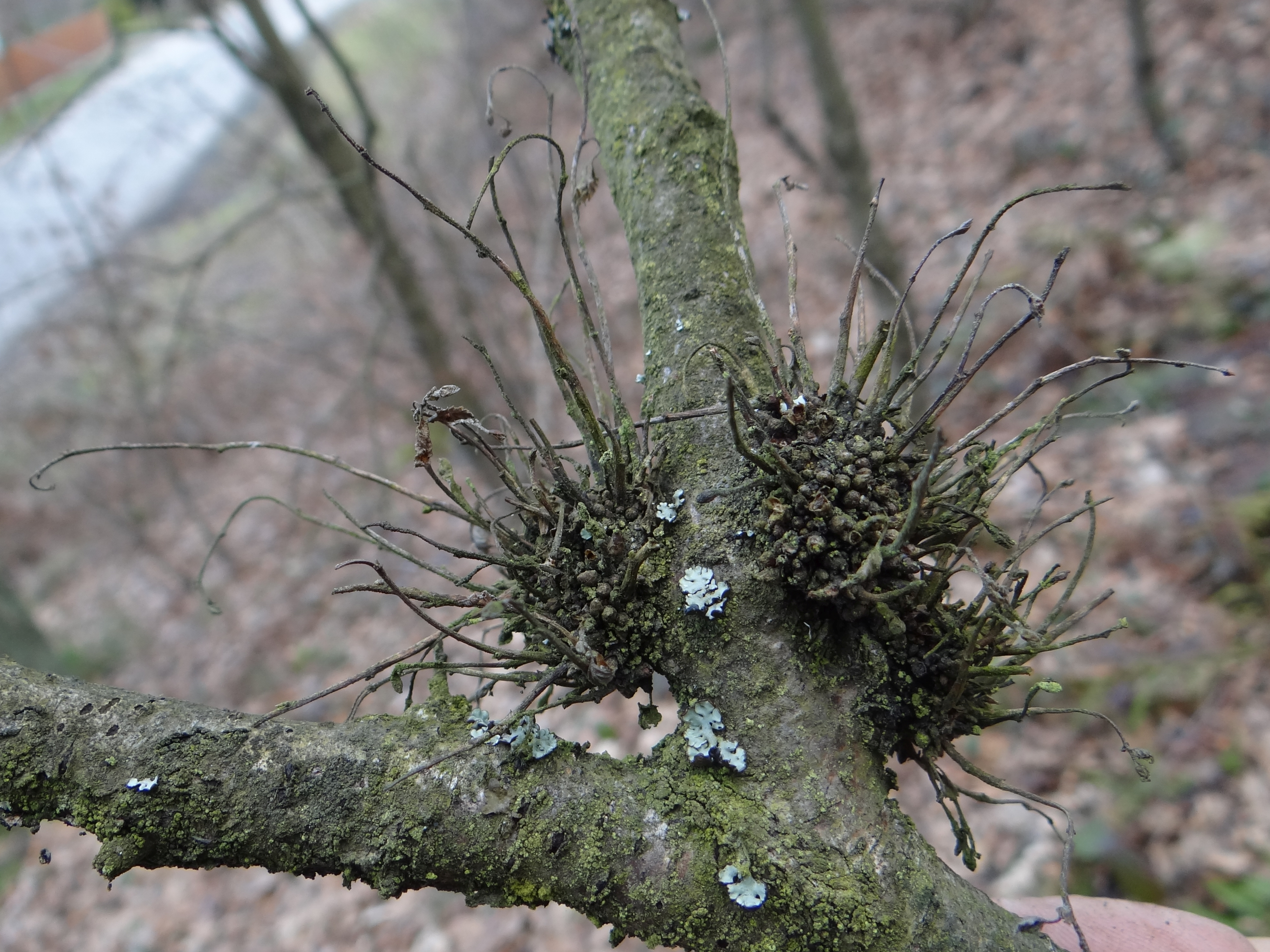
Taphrina carpini sur un Charme.
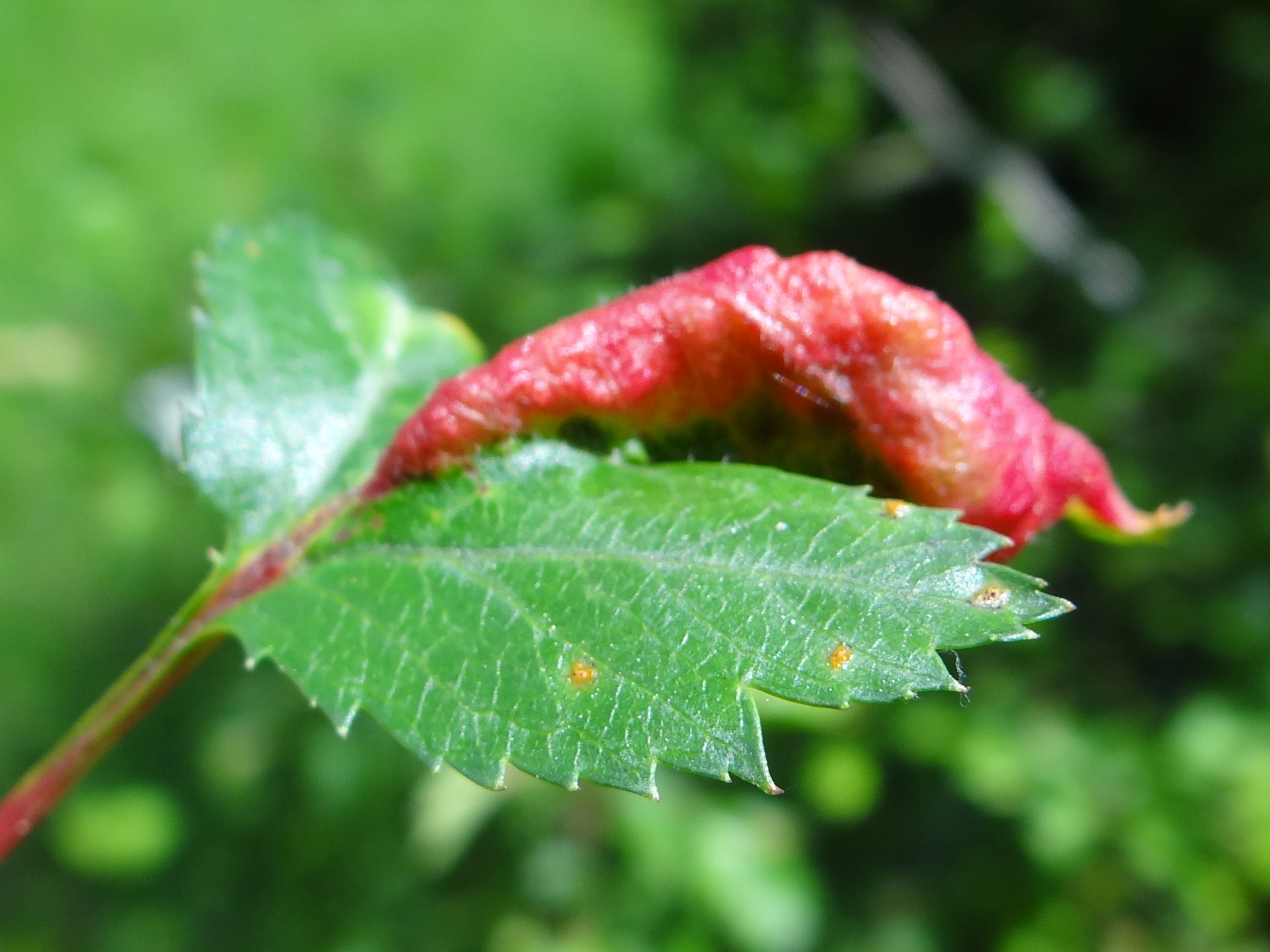
Taphrina crataegi sur une Aubépine
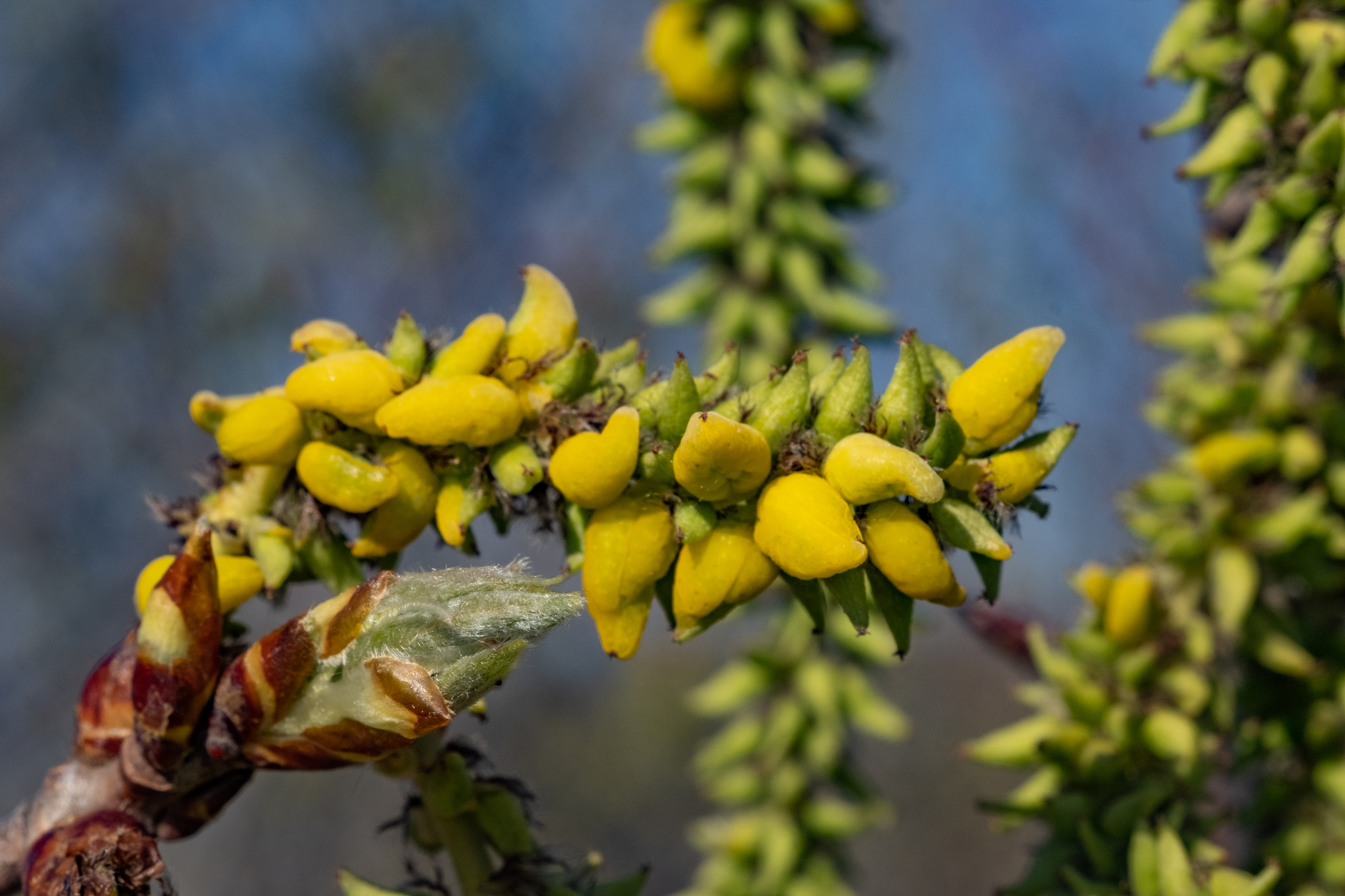
Taphrina johansonii sur Populus
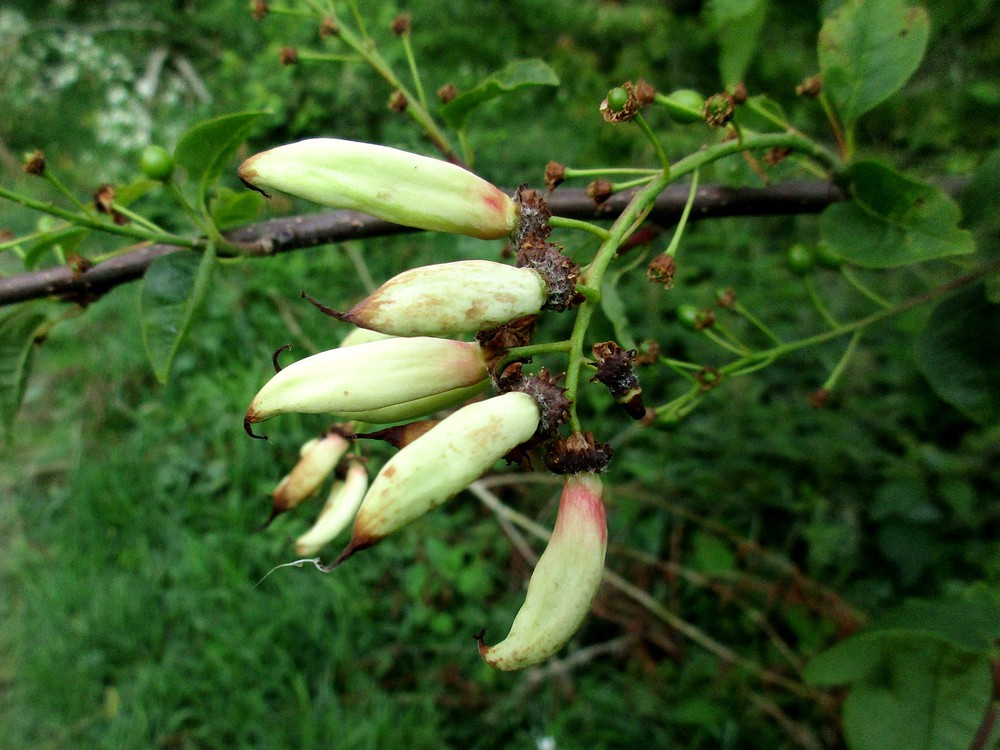
Taphrina padi sur un Merisier à grappes.
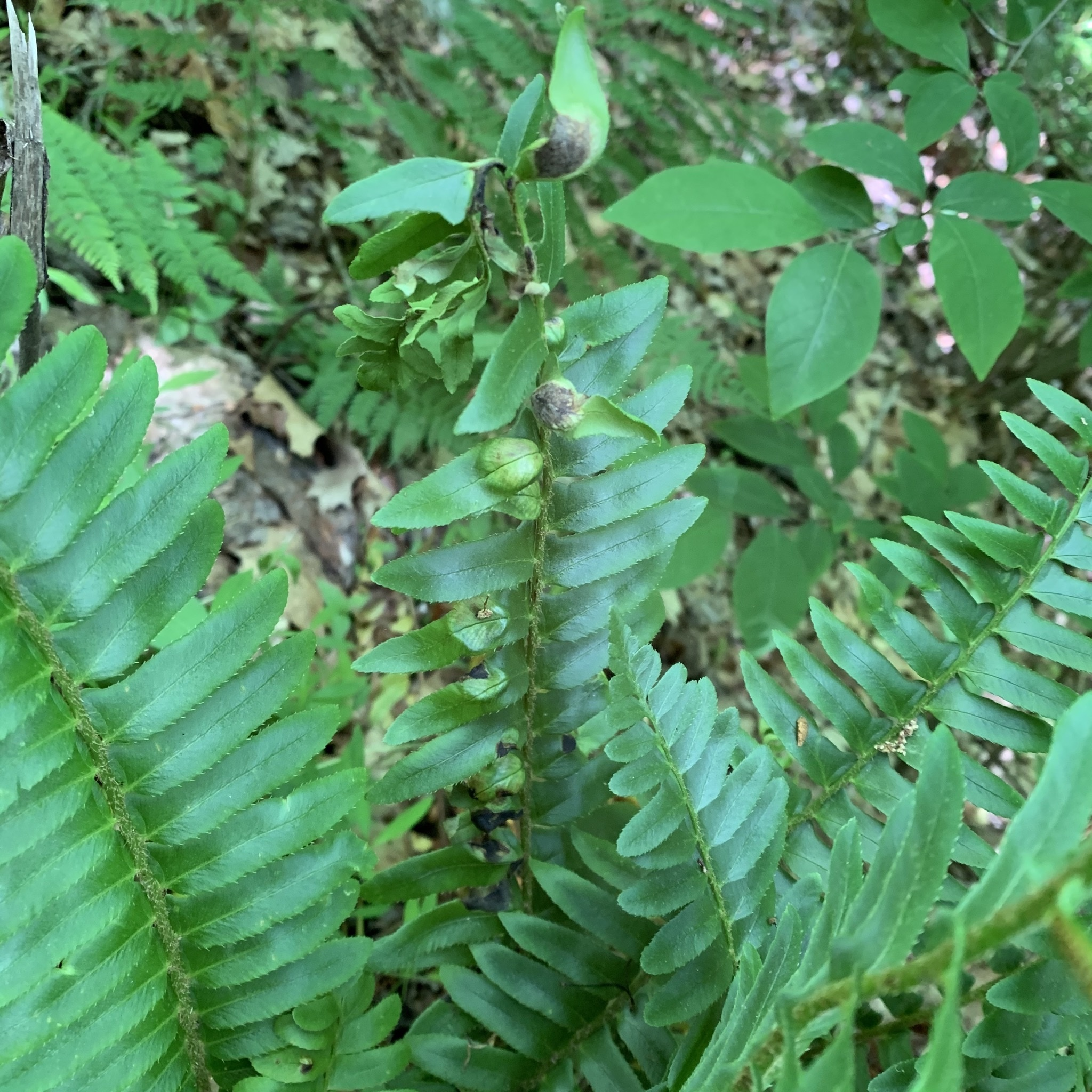
Taphrina polystichi sur Polystichum setiferum.
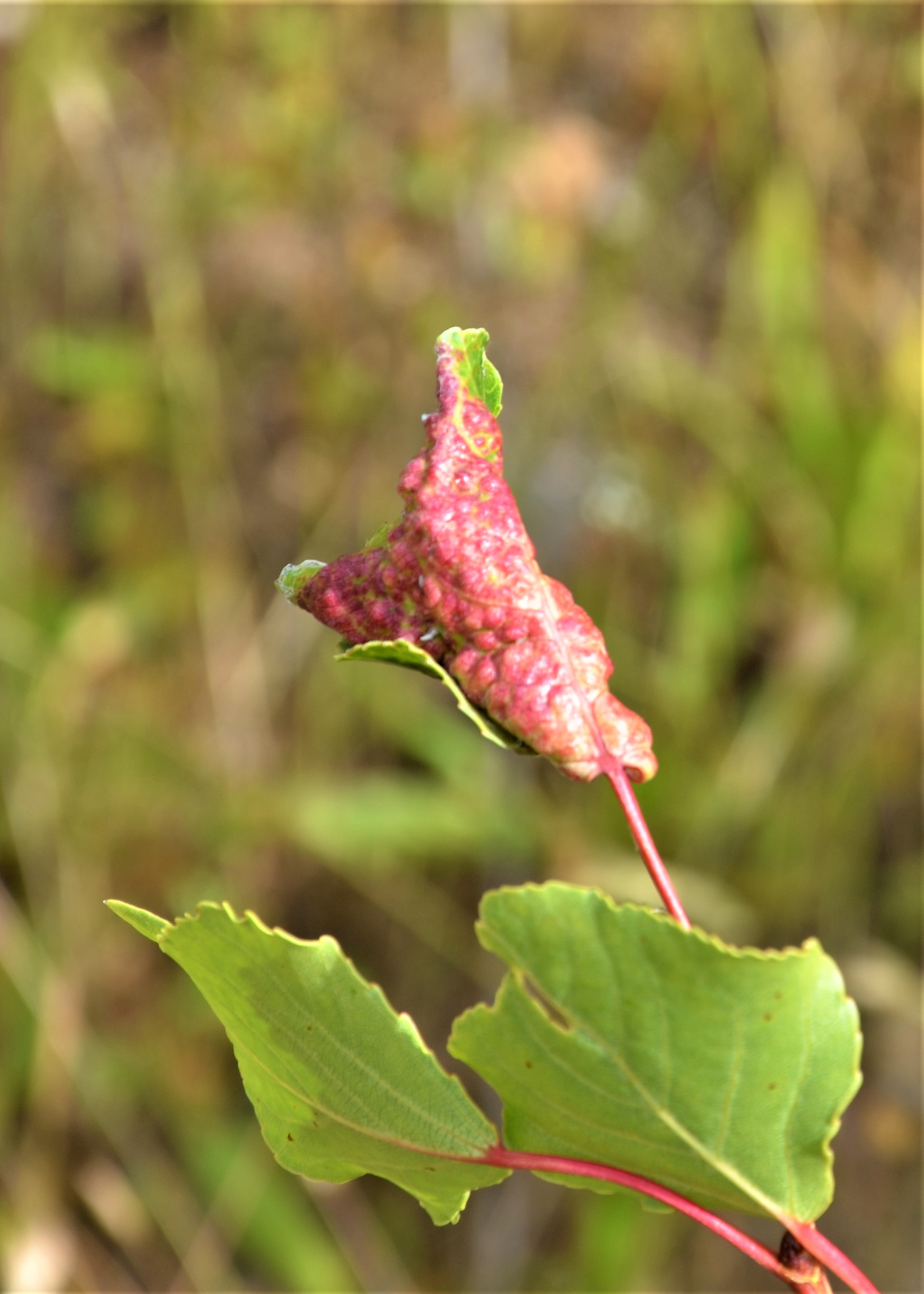
Taphrina populina sur Populus.
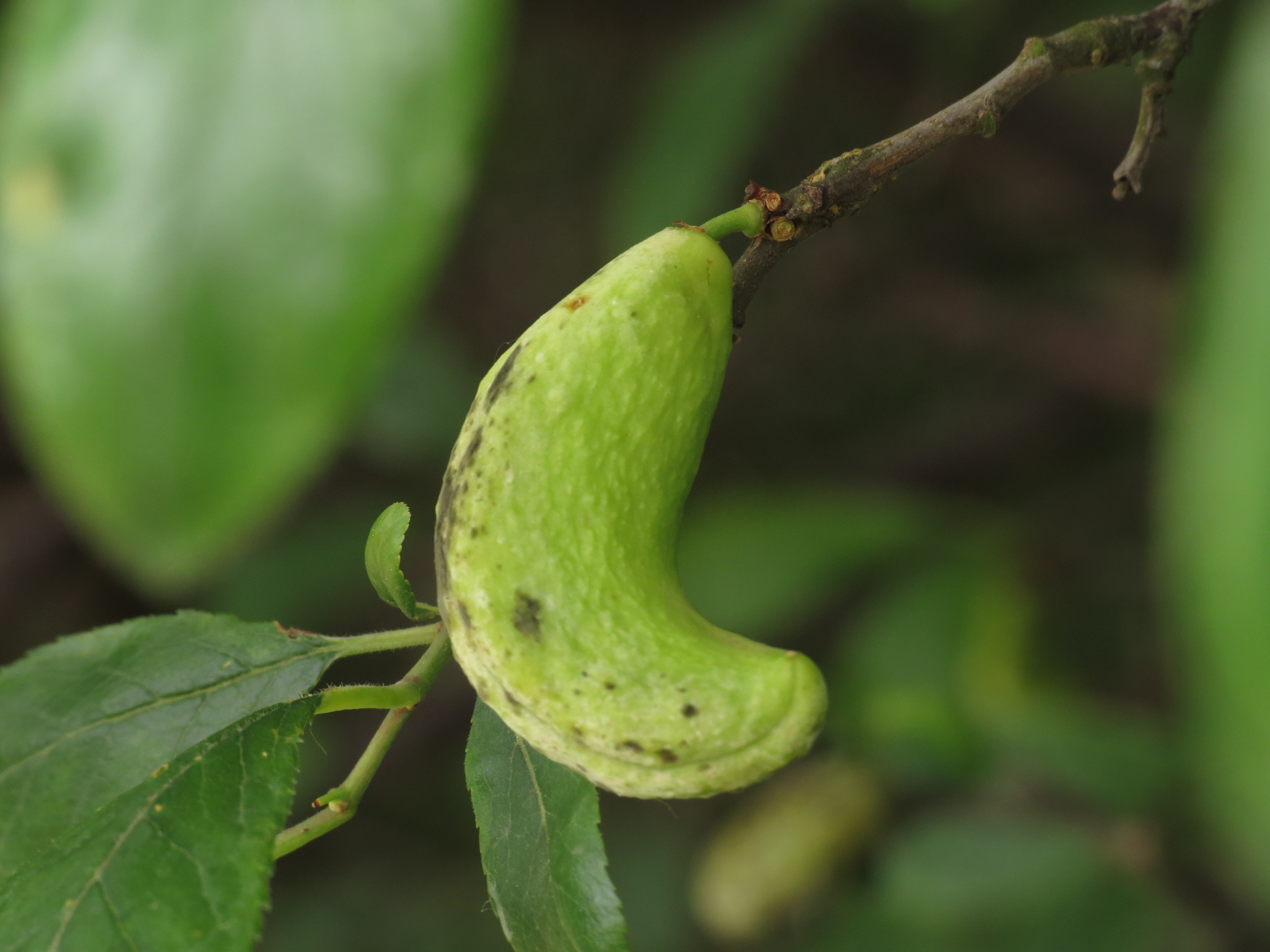
Taphrina pruni sur un Prunellier.
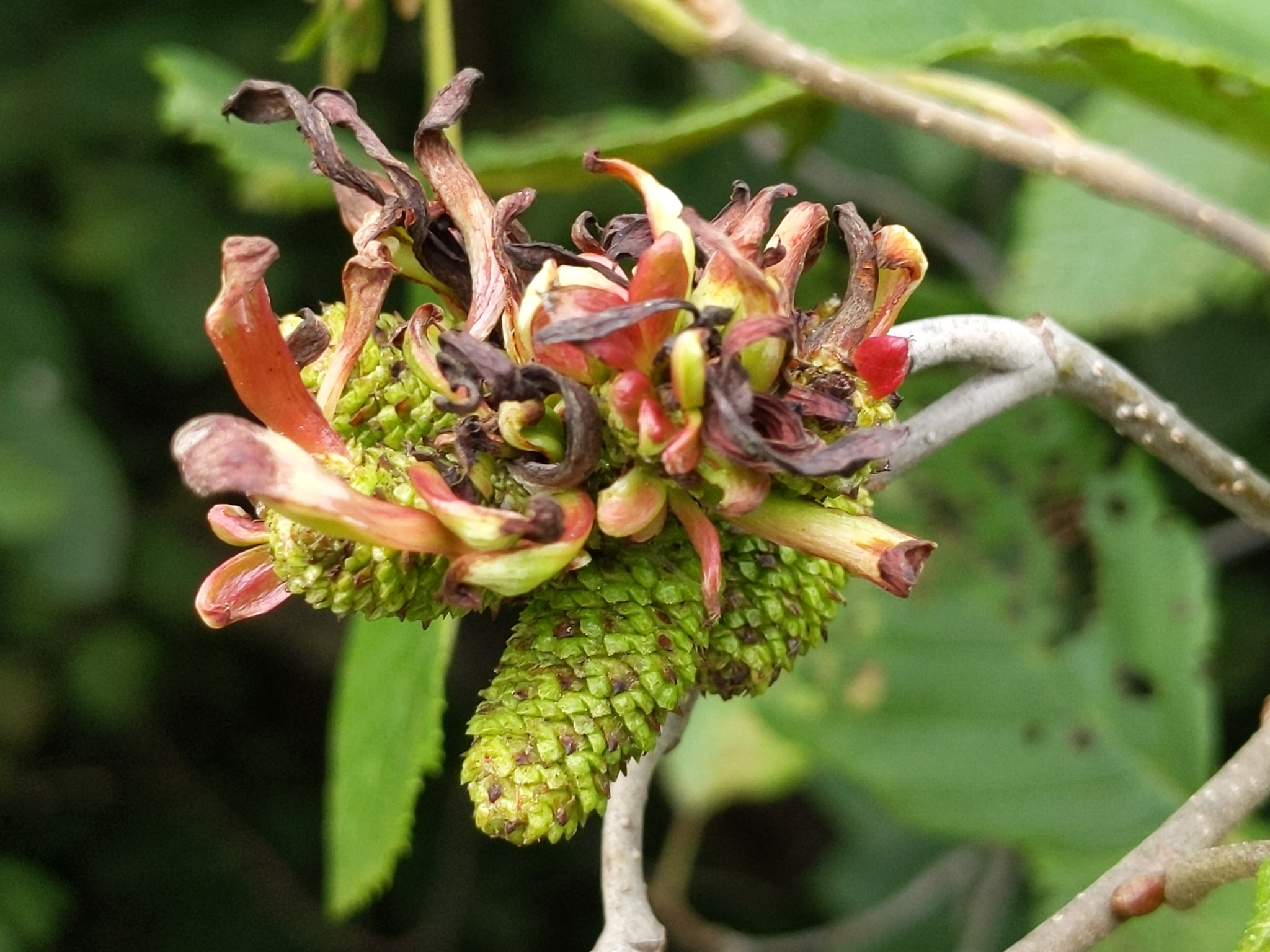
Taphrina robinsoniana sur un Aulne Nord-américain.
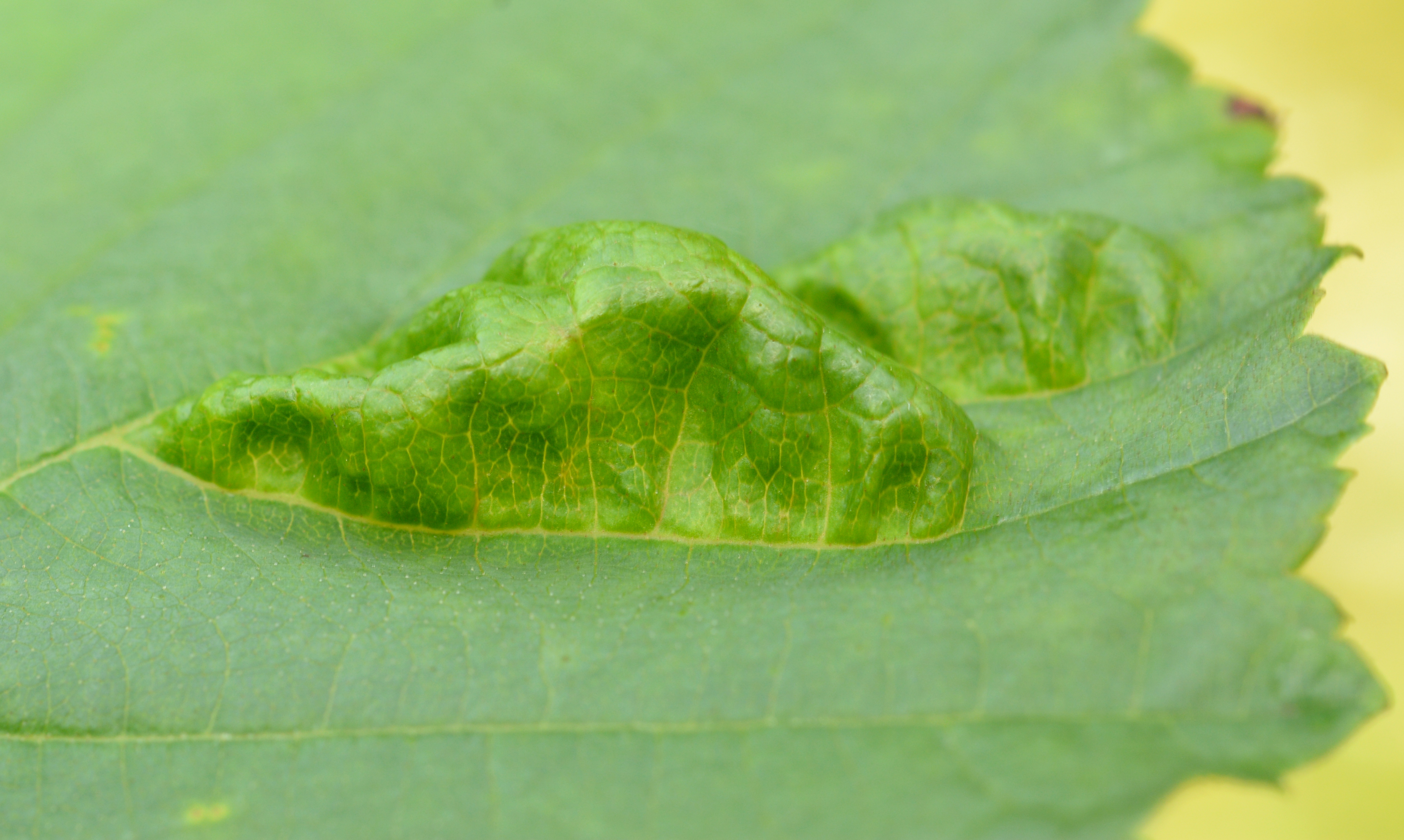
Taphrina sadebackii sur un Aulne.
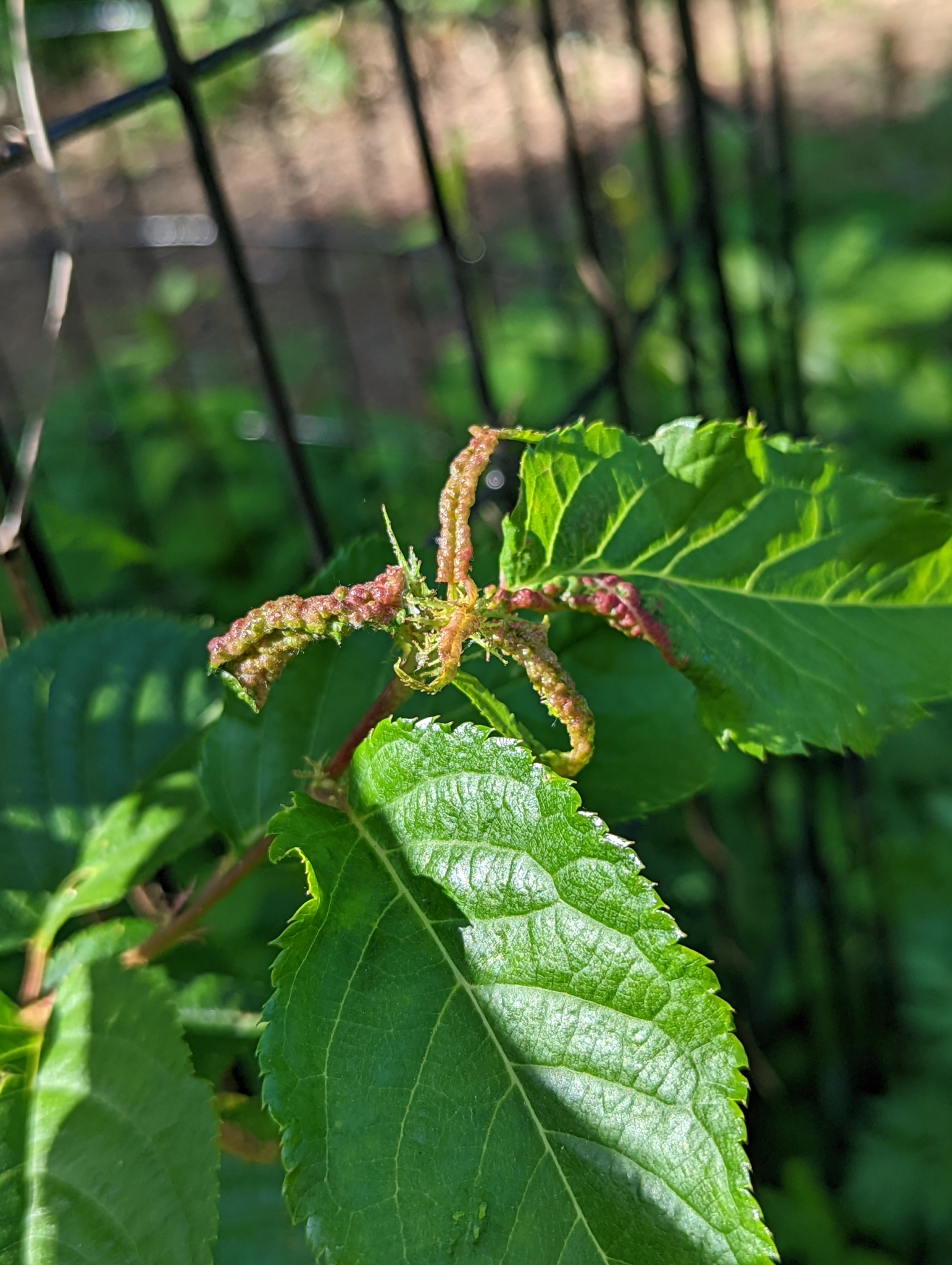
Taphrina wiesneri sur un cerisier.

## Synonymie
Taphrina a pour synonymes :
- Ascomyces Mont. & Desm.
- Ascosporium Berk.
- Entomospora P.A.Saccardo ex Jaczewski, 1926
- Exoascus Fuckel
- Lalaria R.T.Moore
- Sarcorhopalum Rabenhorst, 1851
- Taphria E.M.Fries, 1821

## Ensemble des espèces
Liste des espèces selon MycoBank (6 juin 2022) :
- Taphrina acericola C. Massal., 1888
- Taphrina acericola ß pseudoplatani (C. Massal.) C. Massal., 1889
- Taphrina acerina A.G. Eliasson, 1895
- Taphrina aceris (Dearn. & Barthol.) Mix, 1936
- Taphrina aesculi (Ellis & Everh.) Giesenh., 1892
- Taphrina alni (Berk. & Broome) Gjaerum, 1966
- Taphrina alni-incanae (J.G. Kühn) Magnus, 1890
- Taphrina alni-japonicae Nishida, 1911
- Taphrina alpina Johanson, 1887
- Taphrina alutacea (Thüm.) Sacc., 1889
- Taphrina amelanchieris Mix, 1939
- Taphrina amentorum (Sadeb.) Rostr., 1890
- Taphrina americana Mix, 1953
- Taphrina amplians Mix, 1939
- Taphrina amygdali (Jacz.) Mix, 1936
- Taphrina andina Palm, 1909
- Taphrina antarctica Selbmann L. and Turchetti B., 2014
- Taphrina armeniacae Georgescu & Badea, 1937
- Taphrina arrabidae (Á. Fonseca, J. Inácio & M.G. Rodrigues) Onofri & Zucconi, 2017
- Taphrina athyrii Siemaszko, 1923
- Taphrina atkinsonii W.W. Ray, 1939
- Taphrina aurea (Pers.) Fr., 1815
- Taphrina bacteriosperma Johanson, 1887
- Taphrina bartholomaei Mix, 1949
- Taphrina bergeniae Döbbeler, 1979
- Taphrina betulae (Fuckel) Johanson, 1885
- Taphrina betulicola Nishida, 1911
- Taphrina betulina Rostr., 1883
- Taphrina blechni Bres., 1947
- Taphrina borealis Johanson, 1887
- Taphrina boycei Mix, 1939
- Taphrina bullata (Berk. & Broome) Tul., 1866
- Taphrina bussei (Faber) Fabre, 1908
- Taphrina caerulescens (Desm. & Mont.) Tul., 1866
- Taphrina californica Mix, 1938
- Taphrina candicans Sacc., 1878
- Taphrina carnea Johanson, 1885
- Taphrina carpini (Rostr.) Johanson, 1885
- Taphrina carveri Jenkins, 1939
- Taphrina castanopsidis Ellis & Everh. ex Jenkins, 1939
- Taphrina cecidomophila (G.F. Atk.) Giesenhagen, 1895
- Taphrina celtidis Sadeb., 1890
- Taphrina cerasi (Fuckel) Sadeb., 1890
- Taphrina cerasi-microcarpae (Kuschke) Laubert, 1928
- Taphrina cerina A.G. Eliasson, 1895
- Taphrina cissi Zoll.
- Taphrina coerulescens Tul.
- Taphrina communis (Sadeb.) Giesenh., 1895
- Taphrina confusa (Jacz.) Laubert, 1928
- Taphrina confusa (G.F. Atk.) Giesenh., 1928
- Taphrina cornu-cervae Giesenh., 1892
- Taphrina coryli Nishida, 1911
- Taphrina crataegi Sadeb., 1890
- Taphrina cystopteridis Mix, 1938
- Taphrina darkeri Mix, 1947
- Taphrina dearnessii Jenkins, 1939
- Taphrina decipiens (G.F. Atk.) Giesenhagen, 1895
- Taphrina deformans (Berk.) Tul., 1866
- Taphrina ecuadorensis Syd., 1939
- Taphrina epiphylla (Sadeb.) Sacc., 1889
- Taphrina extensa (Peck) Sacc., 1889
- Taphrina farlowii Sadeb., 1890
- Taphrina faulliana Mix, 1938
- Taphrina filicina Rostr., 1887
- Taphrina flava (Farl.) Farl., 1883
- Taphrina flavoaurea (Cocc.) Laubert, 1928
- Taphrina flavorubra W.W. Ray, 1939
- Taphrina flectens Mix, 1939
- Taphrina fuegiana (Speg.) Cash, 1972
- Taphrina fulgens (Cooke & Harkn.) Jacz., 1927
- Taphrina fusca Giesenh., 1899
- Taphrina gei-montani Bacigálová & Petrýdesová, 2016
- Taphrina gilgii Henn. & Lindau, 1893
- Taphrina githaginis Rostr., 1887
- Taphrina gracilis Mix, 1938
- Taphrina higginsii Mix, 1947
- Taphrina hiratsukae Nishida, 1911
- Taphrina inositophila (Á. Fonseca, J. Inácio & M.G. Rodrigues) A.M. Yurkov & Buzzini, 2017
- Taphrina insititiae (Sadeb.) Johanson, 1885
- Taphrina jaczewskii Palm
- Taphrina janus (Thomas{?}) Giesenh., 1892
- Taphrina japonica Kusano, 1905
- Taphrina jenkinsoniana Mix, 1954
- Taphrina johansonii Sadeb., 1890
- Taphrina klebahnii Wieben, 1927
- Taphrina kruchii (Vuill.) Sacc., 1892
- Taphrina kurtzmanii (Á. Fonseca, J. Inácio & M.G. Rodrigues) B. Turchetti & C. Cecchini, 2017
- Taphrina kusanoi Ikeno, 1903
- Taphrina lagerheimii Palm, 1918
- Taphrina lapponica Juel, 1912
- Taphrina lata Palm
- Taphrina laurencia Giesenh., 1892
- Taphrina letifera (Peck) Sacc., 1892
- Taphrina linearis Syd. & P. Syd., 1914
- Taphrina longipes (G.F. Atk.) Giesenhagen, 1895
- Taphrina lutescens Rostr., 1887
- Taphrina macrophylla W.W. Ray, 1940
- Taphrina maculans E.J. Butler, 1911
- Taphrina marginata Lambotte & Fautrey, 1895
- Taphrina media Palm
- Taphrina mexicana Syd. & P. Syd., 1921
- Taphrina minor Sadeb., 1890
- Taphrina mirabilis (G.F. Atk.) Giesenh., 1895
- Taphrina moriformis Bubák, 1906
- Taphrina mume Nishida, 1911
- Taphrina nana Johanson, 1885
- Taphrina nepalensis Y. Otani & Bhandary, 1982
- Taphrina nikkoensis Kusano, 1907
- Taphrina occidentalis W.W. Ray, 1939
- Taphrina oreoselini C. Massal., 1889
- Taphrina orientalis Mix, 1947
- Taphrina osmundae Nishida, 1911
- Taphrina ostryae Massee, 1888
- Taphrina padi (Jacz.) Mix, 1947
- Taphrina pisi Kusano, 1905
- Taphrina polyspora (Sorokin) Johanson, 1885
- Taphrina polystichi Mix, 1938
- Taphrina populi-salicis Mix, 1953
- Taphrina populina (Fr.) Fr., 1832
- Taphrina potentillae (Farl.) Johanson, 1885
- Taphrina pruni Tul., 1866
- Taphrina pruni-acidae (Jacz.) Mix, 1936
- Taphrina pruni-subcordatae (Zeller) Mix, 1953
- Taphrina pseudocerasi Shirai, 1895
- Taphrina pseudoplatani (C. Massal.) Jaap, 1917
- Taphrina pteridis Viégas, 1944
- Taphrina purpurascens B.L. Rob., 1887
- Taphrina pyri Kusano, 1905
- Taphrina quercina J.C. Schmidt, 1817
- Taphrina quercus (Cooke) Sacc., 1889
- Taphrina randiae Rehm, 1901
- Taphrina reichei Werderm., 1922
- Taphrina rhaetica Volkart, 1903
- Taphrina rhizipes (G.F. Atk.) Giesenhagen, 1895
- Taphrina rhizophora Johanson, 1885
- Taphrina rhomboidalis Syd., P. Syd. & E.J. Butler, 1911
- Taphrina robinsoniana Giesenh., 1892
- Taphrina rostrupiana (Sadeb.) Giesenh., 1895
- Taphrina rubrobrunnea (Peck) Sacc., 1892
- Taphrina rugosa W.W. Ray, 1939
- Taphrina sacchari Jenkins, 1938
- Taphrina sadebeckii Johanson, 1885
- Taphrina sebastianiae (Sadeb.) Jacz., 1927
- Taphrina siemaszkoi Mix, 1936
- Taphrina sorbi (Jacz.) Mix, 1936
- Taphrina splendens Palm
- Taphrina struthiopteridis Nishida, 1911
- Taphrina thaxteri Mix, 1939
- Taphrina thomasii Mix, 1947
- Taphrina tonduziana Henn., 1902
- Taphrina tormentillae Rostr.
- Taphrina tosquinetii (Westend.) Tul., 1866
- Taphrina truncicola Kusano, 1905
- Taphrina turgida (Sadeb.) Giesenh., 1895
- Taphrina ulmi (Fuckel) Johanson, 1885
- Taphrina umbelliferarum Rostr., 1883
- Taphrina unilateralis (Peck) Laubert, 1928
- Taphrina varia (G.F. Atk.) Laubert, 1928
- Taphrina veronaerambellii (Á. Fonseca, J. Inácio & M.G. Rodrigues) L. Selbmann & C. Cecchini, 2017
- Taphrina vestergrenii Giesenh., 1901
- Taphrina virginica Seym. & Sadeb., 1895
- Taphrina viridis (Sadeb.) Maire
- Taphrina wettsteiniana Herzfeld, 1910
- Taphrina whetzelii Mix, 1957
- Taphrina wiesneri (Ráthay) Mix, 1954
- Taphrina willeana C.J. Svendsen, 1902